# Správní obvod obce s rozšířenou působností Třeboň
Správní obvod obce s rozšířenou působností Třeboň je od 1. ledna 2003 jedním ze tří správních obvodů rozšířené působnosti obcí v okrese Jindřichův Hradec v Jihočeském kraji. Čítá 25 obcí.
Města Třeboň, České Velenice a Suchdol nad Lužnicí jsou obcemi s pověřeným obecním úřadem.

## Seznam obcí
Poznámka: Města jsou vyznačena tučně, městyse kurzívou.
- Cep
- České Velenice
- Domanín
- Dunajovice
- Dvory nad Lužnicí
- Frahelž
- Halámky
- Hamr
- Hrachoviště
- Chlum u Třeboně
- Klec
- Lomnice nad Lužnicí
- Lužnice
- Majdalena
- Nová Ves nad Lužnicí
- Novosedly nad Nežárkou
- Ponědraž
- Ponědrážka
- Rapšach
- Smržov
- Staňkov
- Stříbřec
- Suchdol nad Lužnicí
- Třeboň
- Záblatí

## Obyvatelstvo
| Rok  | Obyv.  | ± %     |
| ---- | ------ | ------- |
| 1869 | 30 528 | —       |
| 1880 | 33 799 | +10,7 % |
| 1890 | 34 603 | +2,4 %  |
| 1900 | 37 057 | +7,1 %  |
| 1910 | 38 566 | +4,1 %  |

| Rok  | Obyv.  | ± %     |
| ---- | ------ | ------- |
| 1921 | 35 777 | −7,2 %  |
| 1930 | 34 230 | −4,3 %  |
| 1950 | 25 355 | −25,9 % |
| 1961 | 25 547 | +0,8 %  |
| 1970 | 25 587 | +0,2 %  |

| Rok  | Obyv.  | ± %    |
| ---- | ------ | ------ |
| 1980 | 25 966 | +1,5 % |
| 1991 | 25 779 | −0,7 % |
| 2001 | 25 441 | −1,3 % |
| 2011 | 24 842 | −2,4 % |
| 2021 | 23 900 | −3,8 % |